# Rhopalodon wangenheimi
Rhopalodon wangenheimi è un terapside estinto, appartenente ai dinocefali. Visse nel Permiano medio (circa 265 milioni di anni fa) e i suoi resti fossili sono stati ritrovati in Russia. 

## Descrizione
I fossili di questo animale sono molto scarsi e non permettono un'adeguata ricostruzione. In ogni caso, dalla comparazione con fossili più completi di animali simili si può supporre che Rhopalodon fosse un animale relativamente robusto, dalle dimensioni di un piccolo orso, lungo forse 2,5 metri. Il cranio doveva essere massiccio, dotato di ossa degli zigomi sporgenti, di lunghi denti caniniformi e di corti denti posteriori.

## Classificazione
Rhopalodon è stato descritto per la prima volta da Fischer von Waldheim nel 1841. La storia tassonomica di questo animale è molto confusa, dal momento che numerosi studiosi hanno attribuito i suoi resti a un dinosauro del periodo Triassico. Lo stesso Thomas Henry Huxley menzionò Rhopalodon tra i dinosauri triassici nel numero inaugurale della rivista Nature, nel Novembre del 1869, insieme a un altro terapside del Permiano, Deuterosaurus.
Successive revisioni operate da autori come Alfred Sherwood Romer hanno indicato che Rhopalodon non era un dinosauro ma un "rettile - mammifero" del Permiano, appartenente al gruppo noto come dinocefali ("teste terribili"). Si suppone che Rhopalodon possa essere stato un membro molto primitivo del gruppo, forse affine a Estemmenosuchus. 